# Nina Vangeli
Nina Vangeli (* 17. října 1946, Praha) je přední divadelní a taneční publicistka současné české kulturní scény, divadelní a operní režisérka, choreografka, překladatelka. Zaměřuje se zejména na současný tanec, alternativní tanec a divadlo a tzv. cross-over. Celoživotně se zaměřuje také na parateatrální, pomezní divadelní projevy, fenomén hry a divadelní experiment, obecně na tanec ve všech jeho mnohostranných kulturních přesazích. Při své práci čerpá mimo jiné z jungovského myšlení a moderních poznatků divadelní antropologie.
Absolvovala obor divadelní věda na Filosofické fakultě Univerzity Karlovy v době rozkvětu tzv. třetí divadelní vlny, proudu nonkonformního divadla kladoucího důraz na pohybové vyjádření.

## Režijní činnost
Dlouholetá vedoucí undergroundové divadelní skupiny sedmdesátých a osmdesátých let Studio pohybového divadla Praha působícího v Branickém divadle pantomimy, která pracovala ve stylu fyzického divadla.
Prvním jejím dílem byla experimentální inscenace Na Leara (1974) s motivem rituální krutosti dětských her, kde vykrystalizovalo jedno ze základních témat všech jejích dalších inscenací, střet rituálu a banality. Šlo o kolektivní projekt studentů divadelní vědy a teenagerů-neherců ve spolupráci se skupinou Kruh. Inscenace obdržela hlavní cenu soutěže Šrámkova Písku.
Následujícími inscenacemi režírovanými společně s V. Martincem v souboru Křesadlo byly např. Naivní mystérium Ze života hmyzu (1974), Tanec svatého Víta (1975) s použitím textu biblické knihy Kazatel, Jako aneb putování za tajemnými svitky Tripitaka (1975) na námět staré čínské legendy s použitím zenových aforismů (1975). Tuto sérii inscenací ukončil zákazu činnosti tohoto souboru v roce 1976 ze strany českých úřadů, který završil negativní pozornost, které se pro svůj experimentální charakter soubor z jejich strany po dobu své existence těšil.
Na činnost Křesadla ideově přímo navázala i v samostatné tvorbě se souborem Studio pohybového divadla od roku 1977. Ještě ve spolupráci s V. Martincem režírovala inscenace Proměny podle Ovidia (1977) a Knihy mrtvých starého Egypta (1978), zde navíc ve spolupráci s prof. dr. J. Kopeckým, jehož dlouholetá práce na rekonstrukci zlomků starého egyptského dramatu se stala základem této inscenace.
Samostatně pak režírovala inscenace Láska a magie v maminčině kuchyni (1981) – zpracování stejnojmenné hry o rituálních vraždách italské filmové režisérky Liny Wertmullerové, Labyrint světa a ráj teď (1982) – teatralizované cvičení se zavázanýma očima s maximálním improvizačním nárokem, Bouře (1983) – karnevalové volání po svobodě podle Shakespeara, Lučavka královská (1984) – se scénářem sestaveným z autentických snů účinkujících herců, Mezopotámie – martyrologie slova na text stejnojmenné básnické sbírky Richarda Weinera (1936) a Requiem (1987). Poslední zmíněná inscenace – funerální vize české společnosti na hudbu Antonína Dvořáka – byla její nejúspěšnější inscenací. S touto inscenací Studio pohybového divadla hostovalo ve Francii, Rakousku, Belgii či Slovensku. Dále následovala inscenaci Nó, parafráze tří japonských her v klasickém stylu „nó“ s použitím Tartiniho sonát. Poslední inscenací tohoto souboru pak bylo Bardo Thedol (1991), inspirovaného Tibetskou knihou mrtvých.
Alternativní přístupy tohoto souboru lze ukázat na příkladu realizovaného pobytu jeho členů v ústavu pro mentálně zaostalou mládež, vedeném jeptiškami řádu voršilek v Poustevně v severních Čechách, kde se herci pokoušeli o navázání nonverbálního kontaktu s dětmi za pomoci divadelních technik. Zkušenosti z tohoto experimentu byly částečně zachyceny v knize dr. B. Blažka Krása a bolest, z jehož podnětu k návštěvě v Poustevně došlo.
V pohybové oblasti spolupracovala např. se slovenským režisérem Romanem Polákem na inscenaci Dotyky a spojenia a na inscenaci Dvojí nestálost. Jako choreografka se podílela společně s Petrem Zuskou a Simone Sandronim na inscenaci Petra Tyce Znásobeně sám (1998).
Další režií byly Cesty k prosperitě aneb Vražda nepotřebuje reklamu v českobudějovickém Divadle M s vlastním textem na téma objednané matkovraždy nezletilými podle události, která otřásla českou společností 90. let.

## Operní režie
V 90. letech vytvořila také několik operních režií. V Opeře Mozart spolupracovala na mnohokrát reprízovaném představení Best of Mozart, sérii mozartovských klipů v postmoderním duchu.
Pro Operu Mozart zrežírovala také „politickou“ operu Ministr, dílo soudobého britského skladatele, filosofa a politologa Rogera Scrutona.
V roce 1997 pak zrežírovala operu Lucia di Lammermoor Gaetana Donizzetiho v plzeňském Velkém divadle.
Zde také v roce 1999 zrežirovala také Mefistofela od Arriga Boito.
V roce 2003 zrežírovala operu Emila Viklického Máchův deník aneb Hynku, jak si to představuješ na scéně Divadla Kolowrat Národního divadla.

## Publicistická činnost
Publikační činnosti se směla věnovat až po změně režimu v roce 1989.
Od založení spolupracuje s časopisem Svět a divadlo, kde se zabývá tanečním a pohybovým divadlem. K obdobný tématům přispívá do řady divadelních a kulturních periodik (Prostor, Divadelní noviny, Taneční listy, Medzičasopis, Literární noviny, Kavárna, A2, Vokno aj.) i do denního tisku (Lidové noviny, Hospodářské noviny).
Mezi lety 2000 – 2004 působila jako vedoucí redaktorka revue pro současný tanec Taneční zóna.
V roce 2003 převzala cenu festivalu Příští vlna/Next wave za publicistický počin roku.
Přispěla do feministické publikace Nové čtení světa (One Woman Press, 1999).
Je spoluautorkou (společně s dr. L. Petiškovou) Čítanky světové choreografie 20. století, zejména úvodní stať Dvacáté století – století renesance těla a tance (Duncan Centre, 2005).
Do publicistického projektu Poetika literárního díla 20. století Akademie věd (Torst 2001, 2005) přispěla do prvního a třetího dílu kapitolami věnovanými dramatu.

## Překladatelská činnost
Překládá z okruhu svého publikačního zájmu.
Z francouzštiny:
- Kniha francouzského estetika, biologa a sociologa Rogera Cailloise, Hry a lidé (Nakladatelství studia Ypsilon 1998).
- Podílela se na překladu Slovníku divadelní antropologie E. Barby a N. Savarese (Divadelní ústav v Praze, 2001).
- Přeložila textovou předlohu Jeana-Clauda Carriera pro představení Petra Brooka Mahábhárata (Dilia, 1992).

Z ruštiny:
- A. Veltman, Lunatik, Odeon 1976
- A. Pogorelskij, Večery s panem dvojníkem, Odeon 1997
- L. F. Žogin, Jazyk malířského díla – Konvencionální povaha středověkého umění, Odeon 1986
- Seznam děl v Souborném katalogu ČR, jejichž autorem nebo tématem je Nina Vangeli

Je činná v řadě veřejných i nevládních kulturních institucích. Byla členkou Divadelní rady Ministerstva kultury ČR, figurovala v řadě porot různých festivalů a soutěží (např. Cena Jarmily Jeřábkové, Cena Alfréda Radoka). Byla členkou grantové komise magistrátu hl. m. Prahy pro oblast kultury a umění. Působí jako členka rady Českého centra International Theatre Institut.
Vede pravidelnou rubriku Taneční panorama v rámci kulturního pořadu Mozaika na Českém rozhlasu Vltava.